# Мухамед Каба
Мухамед Каба (на македонска литературна норма: Мухамед Каба, на албански: Muhamed Kaba) е югославски икономист и политик от Социалистическа република Македония от албански произход.

## Биография
Мухаммад Каба е роден на 3 февруари 1941 година в западномакедонския град Дебър. Основно училище завършва в родния си град, след което завършва икономическо-технологично средно училище в Скопие. Продължава висшето си обучение в Икономическия факултет на Скопския университет.
След дипломирането си се завръща в родния си град и работи във фабриката за производство на килими, където реализира няколко инвестиционни програми за разширяване на производствените мощности с немска, френска, италианска, полска и английска технология. Като икономически експерт реализира няколко инвестиционни програми в няколко предприятия в Дебър в промишлеността, селското стопанство, строителството и транспорта. През април 1974 година на редовните избори, на 33 години, е избран за кмет на община Дебър. Първият му мандат изтича през април 1978 година и е преизбран за кмет за втори мандат през 1978 – 1982 година.
В периода 2001 – 2005 година е преподавател в Стопанския факултет на Университета в Тетово по математика, счетоводство и статистика.
Умира на 23 март 2023 година.